# Rohmer (album)
Rohmer è un album dei Rohmer pubblicato nel 2008.

## Tracce
1. Angolo 1
2. Ecran magique
3. Lhz
4. V. (Moda reale)
5. Wittgenstein mon amour
6. Cifra3
7. Angolo due
8. Metodiche di salvezza
9. Elimini-enne